# Безаки
Безак  (нем. Besack) — дворянский род.

## Происхождение и история рода
Восходит к славянскому роду Безацких, представители которого на протяжении нескольких веков проживали в Германии. Принадлежали к евангелическо-лютеранскому вероисповеданию. Готлиб Христиан Безак (1727—1800) — магистр философии, доцент Лейпцигского университета, в 1760 поступил на российскую службу.
Его сын Павел Христианович (1769—1831) учился в Сухопутном кадетском корпусе. Служил в Сенате правителем дел канцелярии генерал-прокурора. В 1802 вышел в отставку, жил в Киеве, затем возвратился в С.-Петербург. Занимался коммерцией. Был женат на Сусанне (Генриэтте) Яковлевне (урожденная Рашет; 1770 — 22 июля 1825), дочери скульптора. Имел сыновей Александра, Константина, Николая, Михаила, Павла и дочерей Александру (6 сентября 1795 — 23 февраля 1842; замужем за И. К. Борном), Марию (8 июня 1798 — ?; замужем за А. К. Крыжановским), Ольгу (1800—1820; замужем за генералом Н. А. Зварковским), Елену (1806—1846).
- Безак, Александр Павлович (1800—1868) — генерал-губернатор.
  - Безак, Николай Александрович (1836—1897) — генерал, главноуправляющий почт и телеграфов, губернатор. Был женат на Марии Фёдоровне (урожденной Лугининой; 1842—1912). Имел сыновей Александра, Федора, Николая и дочь Марию.
    - Безак, Фёдор Николаевич (1865—1940) — общественный деятель и политик, член Государственной думы от Киевской губернии, член Государственного Совета.
    - Александр Николаевич Безак (1864—1942) — действительный статский советник. Окончил Санкт-Петербургский университет по историко-филологическому факультету. Служил в Кавалергардском полку, был адъютантом великого князя Николая Михайловича. Уволен в отставку полковником в 1913 году. Имея значительные средства, много путешествовал (Африка, Япония, Индия, Испания, Греция и др.). После 1917 года эмигрировал, жил во Франции.
    - Николай Николаевич Безак (1867—1918), в 1890-х гг. служил чиновником по особым поручениям при министре внутренних дел. В 1917 году — помощник статс-секретаря Государственного совета. Действительный статский советник. Погиб в Петрограде.
    - Мария Николаевна Безак (1869 — после 1947, США), была замужем за графом генерал-майором А. Н. Граббе. В конце 19 в. Безакам принадлежали имения в Киевской, Полтавской, Самарской губерниях, несколько домов в С.-Петербурге и Киеве (одна из улиц Киева была названа Безаковской).
- Константин Павлович Безак (1803—1845) — обер-прокурор Сената. Был женат на дочери писателя Н. И. Греча Софье (1811—1891). Их дети: Михаил (1838—1863) и Сусанна (1830—1860).
- Николай Павлович Безак (1804 — ?), тайный советник, член Совета министра внутренних дел; имел трех дочерей Анну, Марию и Александру.
- Михаил Павлович Безак (1810—до 1886), генерал-лейтенант, окончил военно-строительное училище путей сообщения. Участвовал в подавлении Польского восстания 1830-31, походе в Венгрию (1849) для оказания помощи австрийскому правительству в подавлении Венгерской революции, в обороне Севастополя (1855) во время Крымской войны 1853-56. В 1860-70-х гг. начальник Финляндского военного округа в чине генерал-лейтенанта. Был женат на Екатерине Ивановне (в первом браке Ляпунова; ? — 1889); имел дочь Екатерину Генриетту (1861 — ?); внебрачный сын Николая Павловича Михаил решением Сената в 1870 был признан его воспитанником (в документах М. М. Безак).
- Павел Павлович Безак (1815—1873), генерал-лейтенант; был женат на Луизе Шульман, сестре генералов русской армии, Рудольфа и Николая Шульман[1]. В 1850-х гг. был командиром Петербургского арсенала. Автор учебников арифметики для дивизионных артиллерийских школ (1852, 1861).